# Zhu Ling (Tres Regnes)
En aquest nom xinès, el cognom és Zhu.
Zhu Ling   (Dezhou, 170 - 223 (Gregorià)), nom de cortesia Wenbo (文博), va ser un general militar xinès de l'estat de Cao Wei (魏) durant el període dels Tres Regnes (三国时代) de la història de la Xina. Anteriorment va servir sota els senyors de la guerra Yuan Shao (袁绍) i després Cao Cao (曹操) durant a finals de la dinastia Han oriental.

## Biografia
Zhu Ling va néixer al comtat de Shu (鄃縣), comandància de Qinghe (清河國), que es troba entre els actuals comtats de Pingyuan (平原县) i Xiajin (夏津县), a la província de Shandong (山东省). Va començar la seva carrera com a oficial militar sota el senyor de la guerra Yuan Shao. Al voltant del 193 o 194, quan l'aliat de Yuan Shao, Cao Cao, estava atacant la província de Xu, Yuan Shao va enviar Zhu Ling i algunes tropes per ajudar en Cao Cao. Durant aquest temps, Zhu Ling va quedar tan impressionat amb Cao Cao que es va quedar amb Cao Cao i mai va tornar amb Yuan Shao. Les seves tropes van seguir la seva decisió i també es van quedar amb Cao Cao.
L'any 199, Cao Cao va enviar Zhu Ling i Liu Bei (劉備) per dirigir tropes per interceptar el senyor de la guerra Yuan Shu (袁術/袁术), qui intentava escapar cap al nord de la Xina per unir-se amb Yuan Shao després de la seva derrota. Començant amb la batalla de Guandu l'any 200, Zhu Ling va participar en les batalles de Cao Cao contra Yuan Shao i més tard contra els hereus de Yuan Shao al llarg de la dècada del 200. L'any 208, després que Cao Cao rebés la rendició de Liu Cong (劉琮), el governador de la província de Jing, va posar a Zhu Ling a càrrec d'una de les set divisions estacionades a la província de Jing sota el comandament del general Zhao Yan (趙儼). Zhu Ling va lluitar al costat de Cao Cao a la batalla dels penya-segats vermells a l'hivern del 208-209 contra les forces aliades dels senyors de la guerra Liu Bei i Sun Quan (孫權).
El 211, Zhu Ling va acompanyar Cao Cao en una campanya contra una coalició de senyors de la guerra de l'oest del pas de Tong i els va enfrontar a la batalla del pas de Tong. Durant la batalla, Cao Cao va ordenar a Zhu Ling i Xu Huang (徐晃) que conduïssin un destacament cap al nord cap a la comandància de Hedong (河东郡) per establir un cap de pont al pas de Puban del riu Groc perquè pogués llançar un atac oblic al comtat de Huayin. Després que Cao Cao tornés a la ciutat de Ye (邺城) l'any 212 després de la seva victòria a la batalla del pas de Tong, Zhu Ling va romandre a Chang'an (長安) i va servir com a subordinat del general Xiahou Yuan, qui va continuar llançant atacs contra els senyors de la guerra. L'any 215, Zhu Ling va participar en la batalla contra el poble Di (氐) a la comandància de Wudu i va obrir el camí per a la posterior invasió de Cao Cao de la comandància de Hanzhong (汉中;).
Malgrat les contribucions i èxits de Zhu Ling, Cao Cao mai semblava afavorir-lo per raons desconegudes. Cao Cao no va prestar molta atenció a Zhu Ling i solia posar-lo sota el comandament del general Yu Jin (于禁). Tanmateix, Zhu Ling no va mostrar cap decepció o ira cap a Cao Cao per haver-lo descuidat; al contrari, va lluitar ferotgement per Cao Cao a les batalles i era conegut per ser un dels millors comandants. Segons el Wen Di Ji Jie (文帝紀集解), les accions de Zhu Ling a la batalla li van fer guanyar una reputació que el va posar a l'igual de Xu Huang (徐晃), a qui l'historiador Chen Shou (陳壽) va nomenar un dels Cinc Generals de Wei (五子良將) que servien a Cao Cao.
Després de la mort de Cao Cao l'any 220, el seu fill Cao Pi (魏文帝) va usurpar el tron de l'emperador Xian (漢獻帝), va posar fi a la dinastia Han oriental i va establir l'estat de Cao Wei (魏) amb ell mateix com a emperador. Poc després de la seva coronació, Cao Pi va nomenar a Zhu Ling com a general de la rereguarda (後將軍). Inicialment, Cao Pi volia nomenar Zhu Ling com el Marquès de Shu (鄃侯), però Zhu Ling va demanar ser el Marquès del Poble de Gaotang (高唐亭侯), així que Cao Pi va acceptar.
L'any 228, després que el general de Wei Cao Xiu (曹休) perdés a la batalla de Shiting contra les forces de l'estat rival de Wei (Wu Oriental), Zhu Ling i altres oficials van dirigir les tropes per fer retrocedir l'enemic, que perseguien a Cao Xiu mentre es retirava, i va aconseguir salvar Cao Xiu. Zhu Ling va morir de malaltia després de la batalla de Shiting en un any desconegut i va ser honrat amb el títol pòstum de «Marquès Wei» (威侯).